# روبي اندروز (مغنية)
روبي اندروز (بالإنجليزية: Ruby Andrews)‏ هي مغنية أمريكية، ولدت في 12 مارس 1947 في هولنديل في الولايات المتحدة.

## وصلات خارجية
- الموقع الرسمي
- روبي اندروز على موقع ميوزك برينز (الإنجليزية)
- روبي اندروز على موقع ديسكوغز (الإنجليزية)